# Палау на Чемпіонаті світу з водних видів спорту 2015
Палау взяла участь у Чемпіонаті світу з водних видів спорту 2015, який пройшов у Казані (Росія) від 24 липня до 9 серпня.

## Плавання
Плавці Палау виконали кваліфікаційні нормативи в дисциплінах, які наведено в таблиці (не більш як 2 плавці на одну дисципліну за часом нормативу A, і не більш як 1 плавець на одну дисципліну за часом нормативу B):
Чоловіки
| Спортсмен  | Дисципліна           | Попередній заплив | Попередній заплив | Півфінал        | Півфінал        | Фінал           | Фінал           |
| Спортсмен  | Дисципліна           | Час               | Місце             | Час             | Місце           | Час             | Місце           |
| ---------- | -------------------- | ----------------- | ----------------- | --------------- | --------------- | --------------- | --------------- |
| Шон Воллас | 50 м вільним стилем  | 27.02             | 92                | Завершив виступ | Завершив виступ | Завершив виступ | Завершив виступ |
| Шон Воллас | 100 м вільним стилем | 59.46             | 104               | Завершив виступ | Завершив виступ | Завершив виступ | Завершив виступ |

Жінки
| Спортсменка      | Дисципліна          | Попередній заплив | Попередній заплив | Півфінал         | Півфінал         | Фінал            | Фінал            |
| Спортсменка      | Дисципліна          | Час               | Місце             | Час              | Місце            | Час              | Місце            |
| ---------------- | ------------------- | ----------------- | ----------------- | ---------------- | ---------------- | ---------------- | ---------------- |
| Ройлін Аківо     | 50 м вільним стилем | 30.86             | 97                | Завершила виступ | Завершила виступ | Завершила виступ | Завершила виступ |
| Ройлін Аківо     | 100 м на спині      | 1:20.72           | 65                | Завершила виступ | Завершила виступ | Завершила виступ | Завершила виступ |
| Дірнгулбай Місеч | 50 м батерфляєм     | 31.70             | 57                | Завершила виступ | Завершила виступ | Завершила виступ | Завершила виступ |
| Дірнгулбай Місеч | 100 м батерфляєм    | 1:16.48           | 68                | Завершила виступ | Завершила виступ | Завершила виступ | Завершила виступ |